# Руждија Крупа
Руждија Крупа (Пљевља, 1938) je српски и југословенски песник, професор књижевности и текстописац народних новокомпонованих песама.

## Биографија
Рођен је у Пљевљима 1938. године, али већину свог живота и радног стваралаштва проводи у Прибоју. У младости годинама почиње да пише озбиљну поезију, ради на пословима културе у Прибоју и руководи Културно-просветном заједницом. Објавио је велики број песама у листовима и часописима. Збирку поезије „Засечено небо“ објавио је 1996. Један од оснивача књижевне манифестације „Лимске вечери поезије“. Добитник је Књижевне награде „Блажо Шћепановић“ (1967) као и награде „Лимске вечери поезије“ (1974).
Седамдесетих година 20. века, након почетка са Недељком Билкићем, сарађује са свим водећим југословенским композиторима и певачима. Музику на његове стихове писали су и познати музичари као што су Миодраг Тодоровић Крњевац, Радојка Живковић и Драган Александрић. Тих година је посебно плодоносна сарадња била са Новицом Неговановићем, када и настају хитови „Једна река у мом крају”, „Ко се једном напије воде са Башчаршије”, „Прође лето тридесето” и многи други.
Ипак, у народу најпознатији хит који је Крупа написао, била је песма „Мали мрав” из 1983. године (пева Томислав Чоловић). Урадио је познате песме као што су: „Ја млад пијем ноћи, ноћи пију мене”, „Сви пљеваљски тамбураши” и „Мостови на Морачи”.
Своје пензионерске дане проводи у Прибоју, члан је Удружења књижевника Србије.

## Најпознатије песме
- Ја млад пијем ноћи, ноћи пију мене (Недељко Билкић)
- Сви пљеваљски тамбураши (Мирко Рондовић)
- Ко се једном напије воде са Башчаршије (Сафет Исовић)
- Једна река у мом крају (Новица Неговановић)
- Прође лето тридесето (Новица Неговановић)
- Док те чекам испод липа (Мирослав Радовановић)
- Ти одведи мене на острво снова (Бранка Станарчић)
- Мала моја (Добривоје Топаловић)
- Што си мала мршава ко грана (Лепа Брена)
- Мали мрав (Томислав Чоловић)
- Мајка Мују шишала на струју (Томислав Чоловић)
- Нисам мајстор да направим буре (Андрија Ера Ојданић)
- Анушка, сакрио се миш (Срећко Јововић)
- Ја нисам рођена да живим сама (Ана Бекута)
- Мостови на Морачи (Нешо Лутовац)[7]